# اینواوئه شیگه‌یوشی
اینواوئه شیگه‌یوشی (به ژاپنی: 井上 成美, Inoue Shigeyoshi); ۹ دسامبر ۱۸۸۹ – ۱۵ دسامبر ۱۹۷۵) آدمیرال نیروی دریایی امپراتوری ژاپن در جنگ جهانی دوم بود.
همچنین برندهٔ جوایزی همچون نشان خورشید فروزان شده‌است.